# Benigno Andrade Flores
Benigno Andrade Flores (Quito, 9 de enero de 1892 - 22 de junio de 1972) fue un militar ecuatoriano que ejerció por unas horas la representación del poder ejecutivo de la república, luego de entregarle el poder a los militares el encargado del poder Antonio Pons, luego del derrocamiento del presidente José María Velasco Ibarra.
En 1935, luego del derrocamiento de Velasco Ibarra por los militares, el encargado del poder Antonio Pons, ante el inminente triunfo del Partido Conservador con Alejandro Ponce en las elecciones presidenciales, decidió entregarle el poder a los militares para evitar u conflicto civil. La representación del ejecutivo recayó en Andrade Flores como parte de la junta militar conformada en Quito, pero este rechazo asumir el poder y acordaron designar a un dictador civil, el cual fue Federico Páez, ministro de obras públicas.

## Cargos ejercidos
- Ministro de Guerra y Marina en 1935, en el gobierno del encargado del poder Antonio Pons.
- Inspector general del Ejército, entre 1934 y 1935.
- Jefe de la Segunda Zona Militar, Quito, en 1934.
- Jefe de la Zona Militar de Guayaquil.
- Coronel del Ejército del Estado Mayor, en noviembre de 1927.